# Béhé
Pour les articles homonymes, voir Béhé (homonymie).
Béhé, de son vrai nom Joseph Griesmar, né le 19 février 1962 en Alsace, est un dessinateur et un scénariste de bande dessinée français.

## Biographie
Issu de l'École supérieure des arts décoratifs de Strasbourg, devenue Haute École des arts du Rhin, au sein de laquelle il enseigne depuis 1998, il commence par travailler dans l'illustration jeunesse auprès des éditions Larousse et dans la publicité avant d'entamer une carrière d'auteur de bandes dessinées en publiant, en 1989, le premier album de la  série Péché mortel dans la collection Histoires fantastiques de Dargaud, sur un scénario coécrit avec Toff.
En 2001, il imagine et met en œuvre le site/école AtelierBD.com, école de bande dessinée sur Internet. En 2007 aujourd'hui l'Iconograf, il participe à la création du Groupement des auteurs de bande dessinée, membre du Syndicat national des auteurs et des compositeurs ainsi que de l'association Le Grill (aujourd'hui disparue) un groupement d'illustrateurs dont les actions vont se poursuivre dans l'association Central Vapeur Pro.
En 2020, il est conseiller municipal à Niederbronn-les-Bains. Il ne l'est plus actuellement.
En 2021, il change de registre et publie chez Futuropolis une adaptation en bande dessinée d'un essai d'anthropologie de Pascal Boyer : Et l'Homme créa les Dieux.

## Œuvre

### One-shots
- Un Doubs jardin explose, portfolio de 1991, Librairie Forum
- Francis Cabrel - Les beaux dessins, scénario et dessins collectifs, Delcourt, 2005  (ISBN 2-84789-927-8)
- Erminio le Milanais, scénario d'Amandine Laprun et Béhé, dessins d'Erwann Surcouf, Vents d'Ouest, 2006 [4],[5].
- Le Chant du pluvier, scénario d'Amandine Laprun et Béhé, dessins d'Erwann Surcouf, Delcourt, collection Mirages, 2009 [6]  (ISBN 978-2-7560-1083-0)
- Et l'Homme créa les Dieux, adaptation en bande dessinée de l'essai du même nom par l'anthropologue Pascal Boyer. Futuropolis, 2021 [7]  (ISBN 978-2754809368)

### Séries
- Péché mortel, scénario de Toff et Béhé (tome 3 et 4), dessins de Béhé, Dargaud, collection Histoires fantastiques (de 1989 à 1998). Réédition en 2010 (Vents d'Ouest) : l'intégrale (4 volumes, 224 pages)[8],[9]

1. Péché mortel, 1989  (ISBN 2-20503-651-3)
2. Un Scalpel dans la mémoire, 1997  (ISBN 2-86967-527-5)
3. Résistances, 1998  (ISBN 2-86967-682-4)
4. Autopsie d'un mensonge, 1998  (ISBN 2-86967-800-2)

- Pour l'Amour de l'art, Dargaud

1. L'Affaire Van Rotten, scénario de Serge Le Tendre et Pascale Rey, 1991  (ISBN 2-205-04039-1)

- Double JE, scénario de Toff, Vents d'Ouest, collection Goût amer (BNF 35690335)

1. Double JE - Première partie, 1992  (ISBN 2-86967-190-3)
2. Double JE - seconde partie, 1993  (ISBN 2-86967-210-1)

- Minuit à Rhodes, scénario d'Éric Boisset, Vents d'Ouest, collection Goût amer

1. Le Yin, 1995  (ISBN 2-86967-357-4)
2. Le Yang, 1995  (ISBN 2-86967-358-2)

- Le Décalogue, scénario de Frank Giroud, Glénat, collection Grafica

1. Le Manuscrit, 2001  (ISBN 2-7234-3064-2)

- Chimères, scénario de Thomas Mosdi, Vents d'Ouest, collection Équinoxe

1. Aphrodite, 2003  (ISBN 2-86967-893-2)
2. Athena, 2005  (ISBN 2-7493-0131-9)
3. Bellérophon, 2007  (ISBN 978-2-7493-0135-8)

- Le Légataire, scénario de Franck Giroud, dessins de Béhé et Camille Meyer, Glénat, collection Grafica

1. Le Rendez-vous de Glasgow, 2006[10]  (ISBN 2-7234-4519-4)
2. Le Songe de Médine, 2007[11]  (ISBN 978-2-7234-5459-9)
3. Le Labyrinthe de Thot, 2008[12]  (ISBN 978-2-7234-5972-3)
4. Le Cardinal, 2009[13]  (ISBN 978-2-7234-6549-6)
5. Le Testament du prophète, 2010  (ISBN 978-2-7234-7259-3)

- Destins, scénario de Franck Giroud et Matz, Glénat, collection Grafica

11. L’Ancêtre, 2011  (ISBN 978-2-7234-6762-9)